# Alì Terme
Alì Terme (Alì Jusu o Antiḍḍu in siciliano) è un comune italiano di 2 313 abitanti della città metropolitana di Messina in Sicilia.

## Geografia fisica

### Territorio
L'abitato di Alì Terme sorge lungo la costa jonica ai piedi di un contrafforte montuoso del versante sud-est dei monti Peloritani che si allunga sul mare e prende il nome di Capo Alì. 

## Storia
Il comune di Alì Terme nacque nel 1911, prendendo inizialmente il nome di Alì Marina. Fino ad allora il paese era una frazione dell'antico insediamento collinare di Alì, comune tutt'oggi esistente. L'insediamento di Alì sembra risalga ai greci e al 638 a.C. La presenza delle acque termali fu probabilmente alla base della fondazione dell'insediamento costiero. 
Le terme di Granata risultano già note al tempo dei romani che le apprezzavano per il potere curativo delle loro acque termali. Ad esso, nel 1928, fu accorpato il comune di Alì, che perse la sua autonomia riacquistata poi nel 1946 a seguito di alcune sommosse popolari. L'antico nome di Alì Marina, nel 1954, venne cambiato nell'attuale Alì Terme per sottolinearne la presenza di stabilimenti termali, tutt'oggi esistenti e fruibili.
Tra le ipotesi riguardanti la fondazione del paese, è stata avanzata anche quella secondo cui questa sarebbe avvenuta da parte dei musulmani. La denominazione potrebbe quindi derivare da ʿAlī ibn Abī Ṭālib, genero e cugino di Maometto.

### Simboli
Lo stemma e il gonfalone del comune di Alì Terme sono stati concessi con il decreto del presidente della Repubblica Italiana del 7 settembre 1965.
Stemma
Gonfalone
Nel 1928 è Alì Marina che divenne frazione di Alì Superiore e al comune così ampliato fu dato il nome di Alì pur rimanendo il municipio ad Alì Marina.

## Monumenti e luoghi d'interesse

### Architetture religiose

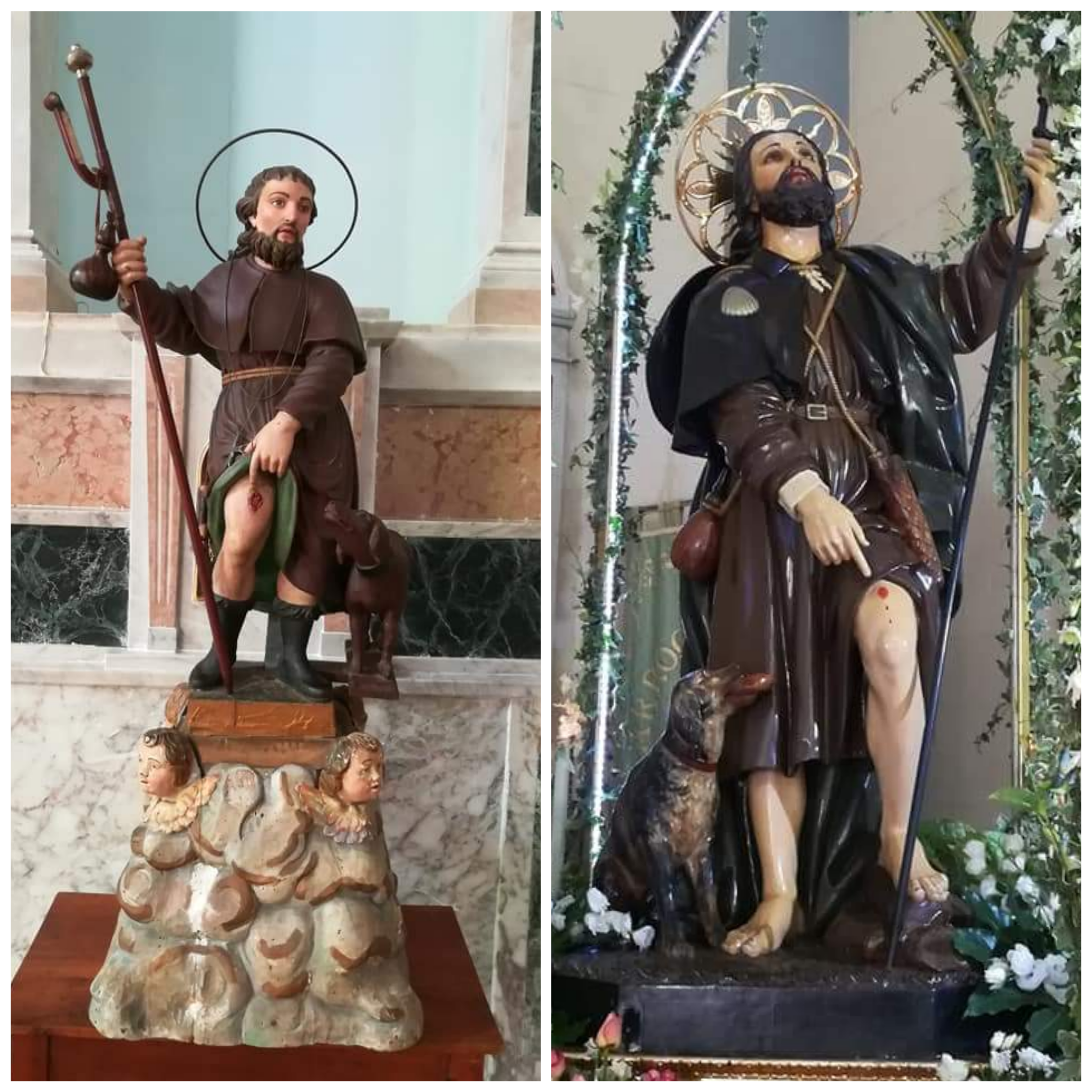
L'antica statua del santo patrono e quella del XX secolo

- Chiesa Madre di San Rocco: è la chiesa principale del paese, dedicata al suo santo patrono, il cui culto ebbe origine diversi secoli fa dal ritrovamento di una sua statua in una cassetta sulla spiaggia. L'edificio attuale, che sostituì il precedente ben più antico e ancora esistente, fu costruito nello stile di Mons. Paino[non chiaro] e inaugurato nel 1956. Il santo patrono è solennemente festeggiato il 16 agosto, giorno della processione.

Sul suolo aliese si trovano anche le seguenti cappelle, filiali della chiesa madre:
- Chiesetta di Santa Eustochia , piccola cappella, si trova nel quartiere Mena.
- Chiesetta della Madonna della Salute; si tratta della piccola cappella, di proprietà della famiglia Marino, che sorge sul poggio che sovrasta le Terme omonime, con un unico altare su cui è collocato un quadro ottocentesco (olio su tela) raffigurante la Vergine Maria con il Bambino secondo la tipica iconografia della "Salus Populi Romani".
- Santuario di Maria Ausiliatrice: situato all'interno dell'istituto delle Figlie di Maria Ausiliatrice, custodisce le spoglie mortali di Madre Maddalena Morano, proclamata beata da papa Giovanni Paolo II nel 1994, e perpetua il culto alla Madonna Ausiliatrice, solennemente festeggiata il 24 maggio, giorno della processione.
- Anticamente si trovavano sul suolo aliese diverse altre chiesette, molte dedicate alla Madonna, di cui però oggi - tra gli antichi saccheggi, i terremoti, le guerre e il tempo - non resta più nulla; tra queste si ricordano: la Cappella di Santa Lucia (nel rione Mena), la Cappella di Santa Maria della Lettera (al confine di Alì con Fiumedinisi, nei pressi del torrente), la Cappella di Santa Maria dell'Idria (vicino alla spiaggia, sempre nel suddetto rione), la Cappella privata dei Federico (nel relativo palazzo), la Cappella di Santa Maria Maggiore (vicino alla Torre Medievale, su un fondo dei signori Guardibello), la Cappella della Madonna del SS. Rosario (nella pianura di Mollerino).

## Società

### Evoluzione demografica
Abitanti censiti

## Economia
Alì Terme è un centro balneare e termale.
Le sue attività economiche principali sono basate sul turismo, sull'agricoltura e sull'artigianato in particolare del rame e del ferro battuto. Ancora diffusa è l'antica produzione artigiana dei cappelli di paglia.

## Infrastrutture e trasporti
Il territorio comunale è attraversato dall'Autostrada A18 Messina-Catania e dalla strada statale 114. È servito anche dalla stazione di Alì Terme posta sulla Messina–Siracusa.

## Amministrazione
Di seguito è presentata una tabella relativa alle amministrazioni che si sono succedute in questo comune.
| Periodo        | Periodo          | Primo cittadino          | Partito                                     | Carica               | Note                                      |
| -------------- | ---------------- | ------------------------ | ------------------------------------------- | -------------------- | ----------------------------------------- |
| 1913           |                  | Antonio Rizzo            |                                             | Sindaco Funzionante  |                                           |
| 1913           | 1916             | Giovanni Interdonato     |                                             | Sindaco              |                                           |
| 1916           |                  | Antonio Rizzo            |                                             | Prosindaco           |                                           |
| 1916           | 1920             | Antonio Rizzo            |                                             | Sindaco              |                                           |
| 1920           |                  | Giovanni Interdonato     |                                             | Sindaco              |                                           |
| 1920           |                  | Carmelo Cucinotta        |                                             | Sindaco              |                                           |
| 1920           |                  | Giovanni Interdonato     |                                             | Sindaco              |                                           |
| 1920           | 1930             | Vittorino Maggiore       |                                             | Sindaco-Podestà      |                                           |
| 1930           | 1933             | Giovanni Di Blasi        |                                             | Delegato del Podestà |                                           |
| 1933           | 1936             | Ernesto Giacomo Maggiore |                                             | Podestà              |                                           |
| 1936           | 1937             | Filippo Davì             |                                             | Podestà              |                                           |
| 1937           | 1938             | Letterio Monforte        |                                             | Delegato del Podestà |                                           |
| 1938           | 1944             | Saverio Puglisi          |                                             | Podestà              |                                           |
| 1944           | 1947             | Antonino Talamo          |                                             | Sindaco              | Incaricato dal CLN e dalle Forze Alleate. |
| 1947           | 1952             | Giovanni Monforte        |                                             | Sindaco              |                                           |
| 1952           | 1960             | Vittorio Barbera         |                                             | Sindaco              |                                           |
| 1960           | 1964             | Santi "Magno" Tringali   |                                             | Sindaco              |                                           |
| 1964           | 1980             | Vittorio Barbera         |                                             | Sindaco              |                                           |
| 1980           | 22 maggio 1990   | Antonino Briguglio       | Partito Socialista Italiano                 | Sindaco              | [ 10 ]                                    |
| 22 maggio 1990 | 23 febbraio 1994 | Antonino Briguglio Tamà  | Democrazia Cristiana                        | Sindaco              | [ 10 ]                                    |
| 1º luglio 1994 | 27 maggio 2003   | Antonio Giacomo Rizzo    | Centro Cristiano Democratico / lista civica | Sindaco              | [ 10 ]                                    |
| 27 maggio 2003 | 8 luglio 2013    | Lorenzo Grasso           | lista civica                                | Sindaco              | [ 10 ]                                    |
| 11 giugno 2013 | 10 giugno 2018   | Giuseppe Marino          | lista civica                                | Sindaco              | [ 10 ]                                    |
| 10 giugno 2018 | 29 maggio 2023   | Carlo Agatino Giaquinta  | lista civica                                | Sindaco              | [ 10 ]                                    |
| 29 maggio 2023 | in carica        | Tommaso Micalizzi        | Sud chiama Nord                             | Sindaco              | [ 10 ]                                    |

### Altre informazioni amministrative
Il comune di Alì Terme fa parte delle seguenti organizzazioni sovracomunali: regione agraria n.6 (Montagna litoranea dei Peloritani).

## Sport
Ha sede nel comune la Valdinisi Calcio, società che ha disputato campionati dilettantistici regionali.